# زوران زيفكوفيتش (لاعب كرة قدم)
زوران زيفكوفيتش هو لاعب كرة قدم كرواتي في مركز الدفاع، ولد في 12 سبتمبر 1970 في جمهورية كرواتيا الاشتراكية. شارك مع منتخب كرواتيا لكرة القدم. أما مع النوادي، فقد لعب مع إنتر زابرشيتش ودينامو زغرب وهايدوك سبليت.

## وصلات خارجية
- زوران زيفكوفيتش على موقع قاعدة بيانات كرة القدم.إي يو (الإنجليزية)
- زوران زيفكوفيتش على موقع ناشيونال فوتبول تيمز (الإنجليزية)
- زوران زيفكوفيتش على موقع عالم كرة القدم.نت (الإنجليزية)